# Andy Buckley
Andrew P. Buckley , Jr., detto Andy (Salem, 13 febbraio 1965), è un attore statunitense.

## Biografia
Figlio di Barbara J. King e Andrew P. Buckley, ha due fratelli, Fred e Bradford e una sorella, Barbara detta "Bonnie". Laureato a Stanford nel 1987 in scienze politiche, lavora col Groundlings Theatre a fianco di attori come Melissa McCarthy e Dax Shepard. Sposato con l'acting coach Nancy Banks, ha due figli, Benny e Xander. La famiglia vive a Los Angeles.

### Primi lavori
Buckley è apparso in due video musicali nel 1997, I'd Rather Ride Around with You e What if it's You, del'artista country Reba McEntire.

### The Office
Buckley ha interpretato il ruolo di David Wallace, CFO in difficoltà e in seguito CEO della fittizia Dunder Mifflin Paper Company, in 37 episodi di The Office dal 2006 al 2013. Al momento della sua prima apparizione, lavorava come consulente finanziario presso Merrill Lynch ed è stato scelto proprio per la sua familiarità con il mondo della finanza aziendale. Ha continuato a operare a tempo pieno nel settore finanziario durante il suo ruolo ricorrente in The Office.

## Filmografia parziale

### Cinema
- Come ti ammazzo l'ex (ExTerminators), regia di John Inwood (2009)
- I poliziotti di riserva (The Other Guys), regia di Adam McKay (2010)
- Tre all'improvviso (Life as We Know It), regia di Greg Berlanti (2010)
- Le amiche della sposa (Bridesmaids), regia di Paul Feig (2011)
- Alvin Superstar 3 - Si salvi chi può! (Alvin and the Chipmunks: Chipwrecked), regia di Mike Mitchell (2011)
- Corpi da reato (The Heat), regia di Paul Feig (2013)
- Chiedimi tutto (Ask Me Anything), regia di Allison Burnett (2014)
- Come ammazzare il capo 2 (Horrible Bosses 2), regia di Sean Anders (2014)
- Jurassic World, regia di Colin Trevorrow (2015)
- Lady Bird, regia di Greta Gerwig (2017)
- A Million Little Pieces, regia di Sam Taylor-Johnson (2018)
- The After Party, regia di Ian Edelman (2018)
- Bombshell - La voce dello scandalo (Bombshell), regia di Jay Roach (2019)

### Televisione
- Jackie - miniserie TV, 3 episodi (1991)
- Melrose Place - serie TV, episodio 5x22 (1997)
- CSI - Scena del crimine - serie TV, episodi 1x06, 5x15 (2000, 2005)
- West Wing - Tutti gli uomini del Presidente (West Wing) - serie TV, episodio 1x19 (2000)
- The District - serie TV, episodio 1x13 (2001)
- NYPD - New York Police Department - serie TV, episodio 9x10 (2002)
- The Office – serie TV, 37 episodi (2006-2013)
- CSI: Miami - serie TV, episodio 8x04 (2009)
- The Lying Game - serie TV, 30 episodi (2011-2013)
- Veep - Vicepresidente incompetente (Veep) - serie TV, 3 episodi (2012)
- Baby Daddy - serie TV, episodio 2x10 (2013)
- The League - serie TV, episodio 5x11 (2013)
- Silicon Valley - serie TV, episodio 1x08 (2014)
- Odd Mom Out - serie TV, 30 episodi (2015-2017)
- Scorpion - serie TV, 7 episodi (2015-2017)
- Casual - serie TV, 6 episodi (2015-2016)
- Hit the Floor - serie TV, 5 episodi (2016)
- C'è sempre il sole a Philadelphia (It's Always Sunny in Philadelphia) - serie TV, episodio 11x01 (2016)
- Life in Pieces - serie TV, episodi 3x02, 4x09 (2017, 2019)
- Lethal Weapon - serie TV, episodio 2x07 (2017)
- Shameless - serie TV, 5 episodi (2018-2019)
- Will & Grace - serie TV, episodio 9x11 (2018)
- 9-1-1 - serie TV, episodio 1x10 (2018)
- Avenue 5 - serie TV, 17 episodi (2020-2022)
- The Fugitive - serie TV, 4 episodi (2020)
- Dirty John - serie TV, episodi 2x01, 2x08 (2020)
- All Rise - serie TV, episodi 2x16-2x17 (2021)
- FUBAR - serie TV, 13 episodi (2023-2025)

## Doppiatori italiani
Nelle versioni in italiano delle opere in cui ha recitato, Andy Buckley è stato doppiato da:
- Andrea Lavagnino in CSI: Miami, Odd Mom Out
- Massimo Lodolo in CSI - Scena del crimine
- Luciano Marchitiello in The Office (st. 2-4)
- Carlo Scipioni in The Office (st. 5-9)
- Luca Biagini in Scorpion
- Roberto Certomà in Jurassic World
- Enrico Di Troia in 9-1-1
- Francesco Prando in Bombshell - La voce dello scandalo
- Alessandro Quarta in All Rise
- Sandro Acerbo in FUBAR